# Clodosvinta
Clodosvinta dei Franchi (grafie latine: Chlothsinda, Clutsuinda, Chlotsuinda; altre italianizzazioni: Clodesinde, Clodesinda; ... – prima del 567) fu regina dei Longobardi dal 560 circa alla sua morte, quale moglie di re Alboino, e dunque Regina consorte d'Italia.

## Biografia
Era l'unica figlia femmina del re dei Franchi Sali del nord dell'Austrasia e della Guascogna della dinastia merovingia, Clotario I, e della sua terza moglie, Ingonda, che il vescovo Gregorio di Tours (536–597), menziona senza citare le sue ascendenze.
Gregorio di Tours, oltre a citarla tra i figli di Clotario precisa che Clodosvinta divenne la moglie del re dei Longobardi, Alboino. Anche l'Origo gentis Langobardorum e Paolo Diacono citano Clodosvinta quale prima moglie del re longobardo, Alboino, figlio di Audoino, reggente (540) e successivamente re (546) dei Longobardi, e di Rodelinda.
Clodosvinta non divenne regina d'Italia, in quanto morì prima dell'invasione dell'Italia da parte dei Longobardi; infatti, sempre l'Origo gentis Langobardorum dice che Clodesinde era già morta al momento del secondo matrimonio di Alboino con Rosmunda.
Clodosvinta e Alboino ebbero una figlia, Alpsuinda (? - dopo il 572), che dopo la morte di entrambi i genitori il prefetto Longino nel 572 inviò a Costantinopoli.

## Ascendenza
|             |   |                            | Genitori |  |  | Nonni |  |  | Bisnonni     |  |  | Trisnonni |  |
|             |   |                            |          |  |  |       |  |  | Childerico I |  |  | Meroveo   |  |
|             |   |                            |          |  |  |       |  |  | Childerico I |  |  | Meroveo   |  |
|             |   | …                          |          |  |  |       |  |  | Childerico I |  |  |           |  |
| Clodoveo I  |   |                            |          |  |  |       |  |  | Childerico I |  |  |           |  |
|             |   | Basina                     | …        |  |  |       |  |  |              |  |  |           |  |
|             |   | Basina                     | …        |  |  |       |  |  |              |  |  |           |  |
|             |   | Basina                     | …        |  |  |       |  |  |              |  |  |           |  |
| Clotario I  |   | Basina                     |          |  |  |       |  |  |              |  |  |           |  |
|             |   | Chilperico II dei Burgundi | Gundioco |  |  |       |  |  |              |  |  |           |  |
|             |   | Chilperico II dei Burgundi | Gundioco |  |  |       |  |  |              |  |  |           |  |
|             |   | Chilperico II dei Burgundi | …        |  |  |       |  |  |              |  |  |           |  |
| Clotilde    |   | Chilperico II dei Burgundi |          |  |  |       |  |  |              |  |  |           |  |
|             |   | …                          | …        |  |  |       |  |  |              |  |  |           |  |
|             |   | …                          | …        |  |  |       |  |  |              |  |  |           |  |
|             |   | …                          | …        |  |  |       |  |  |              |  |  |           |  |
| Clodosvinta |   | …                          |          |  |  |       |  |  |              |  |  |           |  |
|             | … | …                          |          |  |  |       |  |  |              |  |  |           |  |
|             | … | …                          |          |  |  |       |  |  |              |  |  |           |  |
|             | … | …                          |          |  |  |       |  |  |              |  |  |           |  |
| …           | … |                            |          |  |  |       |  |  |              |  |  |           |  |
|             |   | …                          | …        |  |  |       |  |  |              |  |  |           |  |
|             |   | …                          | …        |  |  |       |  |  |              |  |  |           |  |
|             |   | …                          | …        |  |  |       |  |  |              |  |  |           |  |
| Ingonda     |   | …                          |          |  |  |       |  |  |              |  |  |           |  |
|             |   | …                          | …        |  |  |       |  |  |              |  |  |           |  |
|             |   | …                          | …        |  |  |       |  |  |              |  |  |           |  |
|             |   | …                          | …        |  |  |       |  |  |              |  |  |           |  |
| …           |   | …                          |          |  |  |       |  |  |              |  |  |           |  |
|             |   | …                          | …        |  |  |       |  |  |              |  |  |           |  |
|             |   | …                          | …        |  |  |       |  |  |              |  |  |           |  |
|             |   | …                          | …        |  |  |       |  |  |              |  |  |           |  |
|             |   | …                          |          |  |  |       |  |  |              |  |  |           |  |